# Кишинёвский государственный цирк
Кишинёвский государственный цирк (рум. Circul de Stat din Chișinău) — цирк в городе Кишинёв, столице Молдавии.

## История

### Советское время
- 1981 год — построено здание цирка (архитекторы С. М. Шойхет и А. С. Кириченко[1]). До этого цирковые представления проводились во временных сооружениях. По счету Кишинёвский цирк был четвертым в мире и первым в СССР по красоте и удобству[2][3][4].

Зрительный зал имеет арену диаметром 13 метров, 1900 мест для зрителей и 100 — для рабочей труппы. Купол сборно-разборный. Вокруг зрительного зала расположено прогулочное фойе и летние веранды. Есть специальный манеж для репетиций, комнаты для артистов и обслуживающего персонала, помещения для животных, ветеринарный пункт.
25 апреля 1982 год была представлена первая концертная программа, в честь 60-летия образования СССР. За месяц Кишинёвский цирк давал от 36 до 57 представлений, в то время как остальные цирки СССР давали по 12—14. На арене кишинёвского цирка выступали артисты из России, Белоруссии, Украины, Германии, Китая, Финляндии и других стран.

### Цирк послераспада СССР

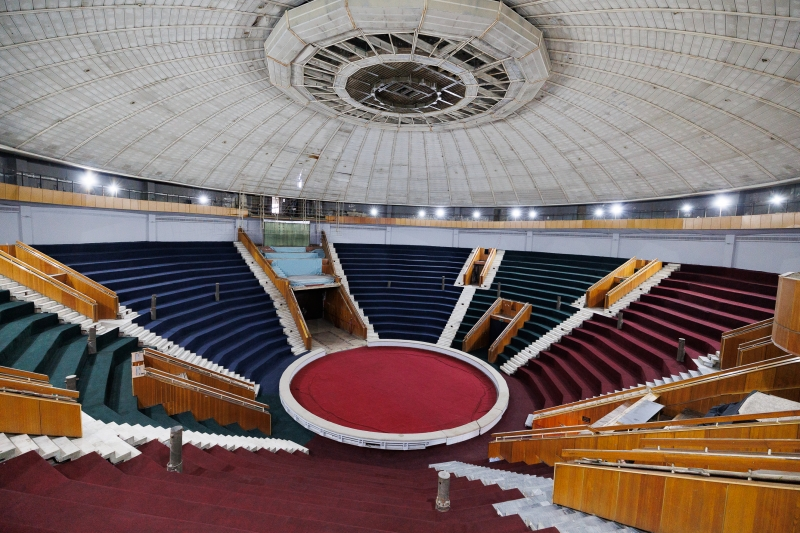
Интерьер Кишинёвского цирка 2024 год

В 2004 году цирк закрылся на ремонт, с тех пор в его здании не проведено ни одного циркового представления. 
- 2006 год — объявлено о реорганизации Кишинёвского цирка в Акционерное общество и о его продаже, для возможности законного привлечения частных инвестиций[5].
- 2007 год — объявлено о приватизации Кишинёвского цирка[6].
- 2010 год — Генеральная прокуратура Республики Молдова объявила продажу цирка незаконной и потребовала привлечь к ответственности нескольких сотрудников Министерства культуры Молдовы, причастных к незаконным операциям. В частности, в заявлении Генпрокуратуры Молдовы фигурирует договор о передаче в пользование иностранной компании на 29 лет здания кишиневского цирка. Министерству культуры Генпрокуратура предписала вернуть цирку прежний статус, и отменить решение о его приватизации. По этому факту, как и по поводу нескольких других похожих инцидентов (в частности, с театром «Лучафэрул»), инициированы уголовные дела[6].
- 2011 год — несколько попыток провести судебное заседание по поводу принадлежности Кишинёвского государственного цирка потерпели неудачу из-за неявки представителей ответчика (кипрской оффшорной компании «Pesnex Developments Limited»[7]) на заседания суда. Глава Министерства культуры Республики Молдова Борис Фокша в интервью журналистам агентства Unimedia заявил, что кипрская компания не выполнила даже проект реконструкции здания цирка, она же не выплачивает заработную плату его сотрудникам и теперь в ремонт цирка требуется вложение уже 100 млн леев[8].
- 28 марта 2011 заседание суда было проведено[8]. Экономическая апелляционная палата Молдовы приняла решение признать недействительным договор между акционерным обществом «Кишиневский цирк» и кипрской оффшорной компанией «Pesnex Developments Limited». Тем не менее, Министерство культуры Молдовы не стало до окончания тяжбы (возможной апелляцией кипрских бизнесменов) финансировать цирк. Вскоре после принятия решения о признании недействительной сделки по Кишинёвскому цирку его директор Георгий Слафенко скоропостижно скончался от рака[7].

Министр культуры Борис Фокша не стал отрицать, что возможна даже приватизация цирка (в правительственном списке государственных предприятий, не подлежащих приватизации, Кишинёвский цирк не значится).
К 2010 году полностью отремонтированы кровля, стены здания, обновлены гримерные и малый манеж. По состоянию на 2010 год,  остальное хозяйство цирка, в том числе, и парадный подъезд (и лестница, ведущая к нему) находится в аварийном состоянии, часть огромных окон забита твердым картоном. Точных сроков окончания ремонта на настоящий момент не существует, главным образом, из-за недостаточного финансирования.
Малая арена цирка открылась 30 мая 2014 года, зал имеет 300 мест для зрителей и арену диаметром 9,51 метра.

## Легенды, связанные с Кишинёвским цирком
- Существует городская легенда, что в подвалах цирка часто слышен детский плач. Люди, работавшие в цирке, связывали это с местом, на котором его построили — это бывшее Городское кладбище. Доходило до того, что любая неудача, банкротство, смерть артиста объяснялись местом, на котором стоит Кишинёвский цирк[2].